# Sofia Kovalévskaya
Sofía Kovalévskaya o Sofía Vasílievna Kovalévskaya (apellido de soltera Korvin-Krukóvskaya) o, como la traduce Sofía Casanova, Zofja Kowalewska (Moscú, 15 de enero de 1850-Estocolmo, 10 de febrero de 1891) (en ruso: Со́фья Ковале́вская) fue una matemática y escritora rusa que hizo contribuciones significativas en los campos del análisis, las ecuaciones diferenciales parciales y la mecánica. Su nombre en ocasiones se translitera como Sophie, Sonya, Sonja o Sonia. Su apellido Kovalévskaya es la variante femenina del masculino Kovalevski.

## Datos biográficos
Nacida y criada en el seno de una familia rusa de buena formación académica, Sofía era también descendiente de Matías Corvino, rey de Hungría. Su abuelo, por casarse con una mujer gitana y estar emparentado con dicha etnia, perdió el título hereditario de príncipe. Por el lado paterno era de ascendencia polaca y entre sus ascendientes contaba con el cartógrafo Friedrich Schubert y el astrónomo Theodor von Schubert; por el lado materno era bielorrusa. Tuvo una hermana, la escritora Anna Jaclard y un hermano, el general Fiódor Vasílievich Korvin-Krukovski (1855—1920).

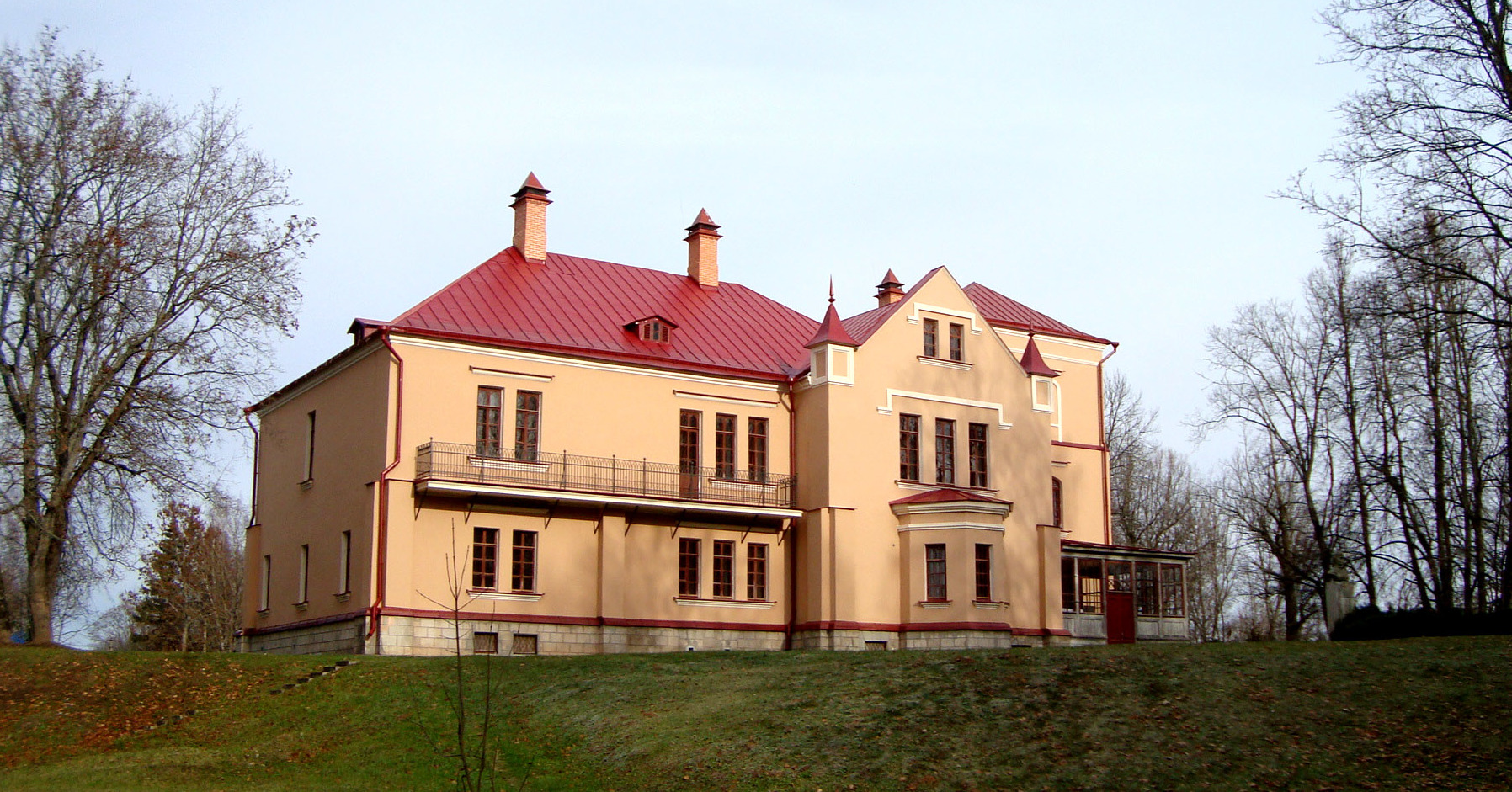
Casa de los Korvin-Krukovski en Políbino, hoy museo de S.Kovalévskaya.

Desde los ocho años vivió en Políbino (gobernación de Vítebsk, hoy en la óblast de Pskov), en una casa donde se respiraba un denso ambiente cultural y científico. Amaba desde niña la lectura y la poesía, y llegó a cultivar con éxito la autobiografía, la novela y el teatro. Pronto adquirió un pensamiento muy independiente, influido por su hermana mayor, la socialista Anna Jaclard; además, dos de sus tíos le inculcaron el amor al saber: uno era un auténtico apasionado de la lectura y era un matemático aficionado; el otro le enseñó ciencias y biología. 
Bajo la guía del preceptor de sus hermanos I.I. Malévich, Sofia comenzó sus primeros estudios reales de matemáticas. A los trece años empezó a mostrar muy buenas cualidades para el álgebra. Acerca de esa época escribió: «Comencé a sentir una atracción tan intensa por las matemáticas, que empecé a descuidar mis otros estudios». Pero su padre, un teniente general de artillería al que le horrorizaban las mujeres sabias, decidió interrumpir las clases de matemáticas de su hija. Aun así, Sofia siguió estudiando por su cuenta libros de álgebra y pidió prestado un ejemplar del Álgebra de Louis Bourdon que leía por la noche cuando el resto de la familia dormía. Así, aquello que nunca había estudiado lo fue deduciendo poco a poco. Un año más tarde, un vecino, el profesor Tyrtov, presentó a la familia de Sofia un libro del que él era autor, y Sofia trató de leerlo. No entendió las fórmulas trigonométricas e intentó explicárselas a sí misma.
A partir de los conocimientos que ya tenía, Sofia explicó y analizó por sí misma lo que era el concepto trigonométrico de seno, tal y como se desarrolló originalmente. Un profesor descubrió las facultades de Sofia, y habló con su padre para recomendarle que facilitara los estudios a su hija. Al cabo de varios años, su padre accedió, y Sofia comenzó a tomar clases particulares.
Los años de su adolescencia fueron años de rebelión, la época de las grandes revoluciones y manifestaciones del siglo xix en las que el socialismo feminista iba perdiendo terreno. Su apellido de soltera era Korvin-Krukóvskaya, y era descendiente de un rey de Hungría. A los once años, se enamoró del escritor Fiódor Dostoyevski, quien llegó a cortejar a su hermana. Más tarde, al casarse a los 18 años, adoptó el apellido de su marido. 

### Doctorado y cátedra
Para poder seguir unos estudios científicos en el extranjero, puesto que Rusia no daba pasaportes a mujeres solteras, ni permitía que una mujer viviera separada de su familia, Kovalévskaya pactó un matrimonio de conveniencia a los 18 años con el paleontólogo evolucionista que era nihilista como ella, Vladímir Kovalevski (hermano del biólogo Aleksandr Kovalevski); juntos viajaron a Viena. Y ella se inscribió en la Universidad de Heidelberg en 1869 y siguió allí los cursos de Hermann Ludwig von Helmholtz y Leo Königsberger. Estos profesores le aconsejaron marchar a Berlín a recibir clases de Karl Weierstraß o Weierstrass, pero de forma privada, las mismas que éste impartía en la universidad, ya que esta no permitía la formación de mujeres. Karl Weierstraß lo hacía con gusto, pues era una de sus mejores discípulas. Al mismo tiempo que estudiaba, comenzaba su trabajo de doctorado. Pero cuando estalló la Comuna de París (1871) Sofia marchó allí con su marido y su hermana Anna, apoyándola a ella y a su marido en la revolución desde abril hasta mayo de 1871, aunque no de forma activa: trabajaba en un hospital. Vuelta a Berlín, empezó a investigar sobre tres tesis en noviembre de 1872: dos memorias sobre matemáticas y una sobre astronomía. La primera era sobre ecuaciones con derivadas parciales, en la que consiguió corregir y mejorar un resultado de Cauchy (enunciando y demostrando lo que hoy se llama el Teorema de Cauchy-Kovalévskaya). La segunda era un estudio sobre las integrales abelianas, y la tercera explicaba la forma de los anillos de Saturno. Por estas tres memorias obtuvo el título de doctora summa cum laude en la Universidad de Gotinga en 1874, siendo la primera mujer en obtener este título no solo en Alemania, sino en el mundo (aunque ya Maria Gaetana Agnesi había obtenido uno en Bolonia en el siglo XVIII). Weierstrass le había buscado una universidad que aceptase doctorar a una mujer, por más que, como él decía, cada uno de estos tres trabajos hubiera bastado por sí solo para hacer una tesis doctoral; lo consiguió a condición de que no pasara el examen oral, esto es, Sofía se doctoró in absentia. Con su marido Vladímir Kovalevski, paleontólogo y traductor de Charles Darwin al ruso, Sofia marchó a Inglaterra, donde ella conoció a la novelista George Eliot y al filósofo de la evolución Herbert Spencer.

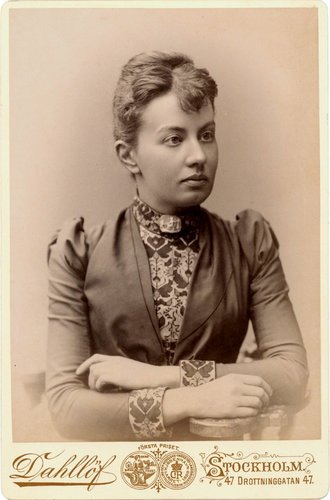
Sofia Kovalévskaya en 1880.

Volvieron entonces a Rusia, pero ella no encontró modo de ejercer su oficio de matemática ni convalidar su título; además, una especulación inmobiliaria prácticamente arruinó a la pareja, que atravesó entonces por grandes estrecheces económicas, agravadas al nacerles una hija, Sofía (Fufa), el 17 de octubre de 1878. Tras unos años de interrupción, volvió en 1880 a las matemáticas, aunque su marido subestimaba sus cualidades científicas; tradujo su disertación al ruso y la presentó a un congreso en ese mismo año. Para escapar de los acreedores se mudaron a Moscú, donde ella asistió regularmente a los eventos de la Sociedad de Matemática de Moscú. Estaba nuevamente tan fascinada por las matemáticas que decidió viajar a Berlín durante dos meses para actualizarse y conectar con las investigaciones recientes. Como ya no podía ayudarle, dejó en marzo de 1881 a su esposo, que ahora se había enredado en otro ruinoso negocio petrolero, y a finales de año se mudó a París con su pequeña hija. En 1882, ya había conocido a los matemáticos franceses más importantes y, en julio, fue aceptada en la Sociedad Matemática de París. Su marido se suicidó en condiciones horribles (ingiriendo formol) en abril de 1883. Y a fines de ese año viajó a Estocolmo.
Gracias a Gösta Mittag-Leffler, Sofía pudo trabajar a prueba durante un año en la Universidad de Estocolmo en 1884 como Privatdozent. La decisión no gustó nada a los machistas: en agosto de 1884 el dramaturgo August Strindberg escribió en un periódico lo siguiente:
Que una mujer sea profesora de matemáticas es un fenómeno perjudicial y desagradable, en efecto, e incluso se podría llamar monstruoso. La invitación de esta mujer a Suecia, cuando sobran profesores varones que superan con creces sus conocimientos, solo puede explicarse por la cortesía que los suecos tienen hacia el sexo femenino.
Aunque empezó dando clases en alemán, a los seis meses ya había aprendido el sueco. Durante este tiempo, Sofía escribió el más importante de sus trabajos, que aportaba una nueva solución a uno de los problemas que más habían atribulado a matemáticos famosos: la rotación de cuerpo sólido en torno a un punto fijo, problema tan difícil que la Academia de ciencias de Berlín había propuesto un premio hacia 1850 sin obtener ningún resultado. Se conocían las soluciones de Euler y Lagrange, pero Kovalévskaya encontró el tercer y último caso que quedaba en el cual se podían resolver las ecuaciones, y las resolvió. Y por su trabajo innovador y original sobre este tema obtuvo el premio Bordin de la Academia de ciencias de París (1888), y el de la Academia de ciencias de Estocolmo al año siguiente. Además le dieron un puesto permanente de profesora en la Universidad de Estocolmo, convirtiéndose así en una de las primeras mujeres profesoras de universidad de Europa. Además, participó activamente en la redacción de la revista Acta Mathematica, fundada por Mittag-Leffler.

### Obra literaria
Se suele pasar por alto que también fue escritora. Se le deben unos Recuerdos de mi infancia, impresos con gran éxito en 1889; algunas piezas teatrales (en colaboración con Anne Charlotte Leffler) y una novela parcialmente autobiográfica, Una nihilista (1899), que fue traducida al español por la eslavista Sofía Casanova en 1909. 

### Vida privada
Mientras estudiaba en Heildelberg ayudó a otras mujeres a salir de Rusia y a recalar en la vieja ciudad universitaria a orillas del Neckar: su amiga Julia Lérmontova, que fue la primera doctora en química de su país; la prima de ésta, la jurista Anna Yevreinova.
Kovalévskaya guardó en secreto su lesbianismo, aunque mantuvo una relación romántica con la escritora Anne Charlotte Leffler, hermana del matemático Gösta Mittag-Leffler, a la que conoció mientras eran estudiantes en Berlín. En los últimos años de su vida, también estableció una relación con su primo, el sociólogo Maksim Kovalevsky.
Falleció de neumonía a la temprana edad de cuarenta y un años, el diez de febrero de 1891. Está enterrada en el cementerio del Norte de Estocolmo.

### Legado
Entre sus trabajos, figuran "Sobre la teoría de las ecuaciones diferenciales", que apareció en la Revista de Crelle, y "Sobre la rotación de un cuerpo sólido alrededor de un punto fijo". El cuento homónimo del libro Demasiada felicidad, del Premio Nobel de Literatura Alice Munro, está inspirado en la vida de Kovalévskaya.

## Honores
- El día «Sofia Kovalevsky» sobre matemáticas, en las secundarias de los Estados Unidos, es un programa de la Asociación de Mujeres en Matemáticas (AWM), que promueve el financiamiento de talleres en los Estados Unidos para alentar a las niñas a explorar las matemáticas.
- La Conferencia Sofia Kovalevsky la patrocina anualmente la AWM, y tiene por objeto destacar las contribuciones significativas de las mujeres en los campos de la matemática aplicada o computacional. Entre las galardonadas, destacan: Irene Fonseca (2006), Ingrid Daubechies (2005), Joyce R. McLaughlin (2004) y Linda R. Petzold (2003).
- El cráter lunar Kovalevskaya recibió su nombre en su honor, al igual que el asteroide (1859) Kovalevskaya.
- La Fundación Alexander von Humboldt de Alemania otorga bianualmente el Premio Sofia Kovalevskaya a prometedores jóvenes investigadores de todos los campos.